# Xu Shousheng
Xu Shousheng (chinesisch 徐守盛; * Januar 1953 in Rudong, Provinz Jiangsu; † 5. Dezember 2020 in Nanjing) war ein Politiker in der Volksrepublik China. Er war Delegierter des 15. Parteikongresses ab 1997. Anschließend war Xu ab 2002 Kandidat und ab 2007 Mitglied des Zentralkomitees der Kommunistischen Partei Chinas.
Xu trat 1973 der Kommunistischen Partei Chinas bei und promovierte an deren Parteischule. Er war in seiner Heimatprovinz in verschiedenen politisch-administrativen Funktionen tätig, zuletzt von 1992 bis 1996 als Bürgermeister von Lianyungang und 1996 bis 2001 als Parteisekretär von Suqian.
2001 wechselte er in die Provinz Gansu und wurde dort 2003 Vize-Gouverneur. Von 2008 bis 2010 war er Gouverneur der Provinz. Zu seinem Nachfolger wurde Liu Weiping bestellt.
Im Jahr 2010 wurde er als Nachfolger von Zhou Qiang, der zum Parteisekretär der Provinz avancierte, Gouverneur der Provinz Hunan und für die Personal-, Umwelt-, Wirtschafts-, Politik- und Außenpolitik der Provinz verantwortlich. Das Gouverneursamt steht in der Provinz an zweiter Stelle hinter dem Sekretär des Provinzkomitees der Kommunistischen Partei Chinas. 2013 wurde er Landesparteichef. Im August 2016 trat er von dieser Position wieder zurück und wurde im September desselben Jahres zum stellvertretenden Direktor des Komitees für Landwirtschaft und ländliche Angelegenheiten des Zwölften Nationalen Volkskongresses ernannt. Am 3. September 2016 wurde er zum stellvertretenden Vorsitzenden des Ausschusses für Landwirtschaft und ländliche Angelegenheiten des Nationalen Volkskongresses ernannt.
Xu Shousheng starb am 5. Dezember 2020 in Nanjing an einer Krankheit, nachdem eine medizinische Behandlung nicht mehr anschlug.